# Все звёзды «Мистер и миссис»
Все звёзды «Мистер и Миссис» (англ. All Star Mr & Mrs) — британская телеигра, премьера которой состоялась 12 апреля 2008 года на канале ITV. Является продолжением знаменитого оригинального шоу «Мистер и миссис», которое выходило в эфир на канале ITV с 1968 по 1988 годы и в 1995-1996 и 1999 годах, а также являлось основой канадской версии телеигры с одноимённым названием. Ведущим стал Филип Шофилд, хотя Ферн Бриттон также была соведущей шоу наряду с Шофилдом в 2008-2010 годах. В шоу принимают участие знаменитости, а также их партнёры, которые в реальной жизни сражаются для того, чтобы выиграть 30.000 евро, чтобы потом направить их любой благотворительный фонд на выбор.
С 29 августа 2009 по 26 декабря 2010 на канале «Россия-1» выходила российская версия телевикторины под названием «Ты и я», ведущими которой были Тигран Кеосаян и Алёна Хмельницкая. Также в 2011-2013 годах повторы британской телеигры транслировались на телеканале Вопросы и ответы.

## Формат

### Первый раунд: Раунд «Кабина»
Первый раунд – раунд пар. Знаменитость отвечает на 3 вопроса о своём партнёре, а партнёр находится в звуконепроницаемой кабине в наушниках, чтобы не смог услышать ответы своего партнёра. После того, как были даны ответы на все 3 вопроса, партнёр присоединяется к ним сделать так, чтобы ответы обоих совпали.
В первом раунде играют три пары. 

### Второй раунд: Раунд «Вёсла»
Каждая пара помещается в прозрачную непроницаемую кабину таким образом, чтобы не могли видеть друг друга. Им нужно ответить на шесть вопросов при помощи своих вёсел (синее весло для мужчин, розовое для женщин). Чем больше ответов у них совпадут, тем больше шансов попасть в финал. Потом все три пары снова повторяют то же самое. Тем не менее, в конце этого раунда объявляется победитель, и они проходят в финал.

### Третий раунд: Финал
В этот раз в кабину должна попасть победившая знаменитость, а партнёр ответить на вопросы. За каждый ответ, который совпадёт у двоих, выигрыш составит 5000 евро для благотворительности на свой выбор, а если они совпадут все три ответа, то выигрыш составит 15.000 евро. Если у них совпадут четвёртый и финальный вопросы, то этим удвоят деньги до 30.000 евро. 

## Производство
В 2008-2013 годах съёмки шоу проходили в London Studios. В 2014 году шоу сменило место съёмок на Fountain Studio, что в городе Уэмбли.

## Список выпусков
Заметка: Во время съёмок все пары находились вместе.

### Сезон 1 (2008)[4]
| Эпизод                    | Пара 1                            | Пара 2                              | Пара 3                                | Оригинальная дата эфира |
| ------------------------- | --------------------------------- | ----------------------------------- | ------------------------------------- | ----------------------- |
| 1                         | Фил Тафнелл и жена Даун           | Уэнди Ричард и партнёр Джон         | Шейн Линч и жена Шина                 | 12 апреля 2008          |
| 2                         | Уильям Роуч и жена Сара           | Джо Кальзаге и партнёр Джо-Эмма     | Лембит Опик и партнёр Габриэла Иримиа | 19 апреля 2008          |
| 3                         | Джули Гудиэр и муж Скотт          | Дэнни Дайер и партнёр Джоанна       | Кристофер Биггинс и партнёр Нил       | 26 апреля 2008          |
| 4                         | Вик Ривс и жена Нэнси Соррелл     | Дэвид Култхард и партнёр Карен      | Марк Берри и партнёр Моника           | 3 мая 2008              |
| 5                         | Вики Энтвистл и муж Энди          | Кенни Далглиш и жена Марина         | Доминик Вуд и жена Санди              | 10 мая 2008             |
| 6                         | Энтони Хэд и жена Сара            | Дэвид Дикинсон и жена Лорн          | Наташа Хэмилтон и муж Риад            | 17 мая 2008             |
| 7                         | Хайди Рэйндж и партнёр Дэйв Берри | Лоуренс Ллевелин-Боуэн и жена Джеки | Майкл Говард и жена Сандра            | 24 мая 2008             |
| 8                         | Робин Гибб и жена Дуина           | Стив Бэкли и жена Клэр              | Тео Уолкотт и партнёр Мэлани          | 31 мая 2008             |
| 9 (Рождественский выпуск) | Ронан Китинг и жена Ивонна        | Терри Венейблс и жена Иветта        | Тэмзин Аутуэйт и муж Том Эллис        | 20 декабря 2008         |

### Сезон 2 (2009)[5]
| Эпизод                     | Пара 1                        | Пара 2                                | Пара 3                                   | Оригинальная дата эфира |
| -------------------------- | ----------------------------- | ------------------------------------- | ---------------------------------------- | ----------------------- |
| 1                          | Бригитта Нильсен и муж Маттиа | Питер Шилтон и жена Сью               | Кейт Даффи и жена Лайза                  | 2 мая 2009              |
| 2                          | Рик Парфитт и жена Линдси     | Ульрика Йонссон и муж Брайан          | Алан Халсалл и невеста Люси-Джо Хадсон   | 9 мая 2009              |
| 3                          | Донал Маинтайр и жена Амира   | Имонн Холмс и невеста Рут Лангсфорд   | Шэрон Смолл и партнёр Дэн Бридж          | 16 мая 2009             |
| 4                          | Тина Хобли и муж Оливер       | Брайан Блессид и жена Хильдегарда Нил | Гари Люси и партнёр Наташа               | 23 мая 2009             |
| 5                          | Элизабэт Даун и муж Дон       | Мортен Харкет и партнёр Инес          | Мэтт Уиллис и жена Эмма Уиллис           | 30 мая 2009             |
| 6                          | Джимми Осмонд и жена Мишель   | Вилли Торн и жена Джилл               | Рита Саймонс и муж Тео                   | 6 июня 2009             |
| 7                          | Энн Киркбрайд и муж Дэйв      | Стирлинг Мосс и жена Сьюзи            | Майкл Ундервуд и партнёр Анджеллика Белл | 13 июня 2009            |
| 8                          | Джон Томсон и жена Самнта     | Гэйнор Файе и партнёр Марк            | Goldie и жена Мика                       | 20 июня 2009            |
| 9                          | Дэвид Стил и жена Джуди       | Шаун Уиллиамсон и жена Мэлани         | Кейша Бьюкенен и партнёр Дин             | 27 июня 2009            |
| 10                         | Анджела Гриффин и муж Джейсон | Тито Джексон и партнёр Соня           | Эндрю Кэстл и жена София                 | N/A1                    |
| 11 (Рождественский выпуск) | Джоан Коллинз и муж Перси     | Эмма Бантон и партнёр Джейд Джонс     | Эндрю Уаймент и жена Никола              | 25 декабря 2009         |

↑  Десятый эпизод изначально вышел в эфир 4 июля 2009 года как последний во втором сезоне. Тем не менее, из-за смерти поп-легенды Майкла Джексона данный эпизод не был показан в эфире, поскольку была замечена насмешка его брата Тито Джексона. Показ эпизода был затянут лишь потому, что он показался слишком бесчувственным, чтобы показать его в эфире сразу после смерти поп-звезды.

### Сезон 3 (2010)[7]
| Эпизод                 | Пара 1                                | Пара 2                               | Пара 3                               | Оригинальная дата эфира |
| ---------------------- | ------------------------------------- | ------------------------------------ | ------------------------------------ | ----------------------- |
| 1                      | Холли Уиллоби и муж Дэн               | Борис Беккер и жена Шарлели          | Джудит Чалмерс и муж Нил Дарден-Смит | 2 января 2010           |
| 2                      | Джек П. Шеферд и невеста Лорен        | Ice-T и жена Николь Остин            | Кэрол Смайли и муж Алекс             | 9 января 2010           |
| 3                      | Кирсти Галлахер и невеста Пол Сэмпсон | Майкл Бьюрк и жена Кристи            | Гари Линекер и жена Даниэль Линекер  | 16 января 2010          |
| 4                      | Линда Беллингем и муж Майкл           | Жан-Кристоф Новелли и невеста Мишель | Саманта Янус и муж Марк Уомак        | 23 января 2010          |
| 5                      | Беверли Каллард и муж Джон            | Мики Грахам и жена Карен             | Нодди Холдер и жена Сьюзан           | 30 января 2010          |
| 6                      | Роберт Уэбб и жена Абигейл            | Эндрю Сакс и жена Мелоди             | Антея Тёрнер и муж Грант Бови        | 6 февраля 2010          |
| 7                      | Джордж Такеи и муж Бред               | Люси Паргетер и муж Руди             | Фил Викери и жена Кейт               | 13 февраля 2010         |
| 8                      | Барри Макгиган и жена Сандра          | Сьюзи Перри и муж Бастьен            | Саймон Грегсон и невеста Эмма        | 20 февраля 2010         |
| 9                      | Дженни Фалконер и жених Джеймс        | Джон Хиггинс и жена Дэнис            | Бобби Болл и жена Ивонна             | 27 февраля 2010         |
| 10 (Пасхальный выпуск) | Гарет Гейтс и жена Сюзанна            | Дэнис Уэлч и муж Тим Хили            | Николас Парсонс и жена Энн           | 4 апреля 2010           |

### Сезон 4 (2012)[8]
После двухлетнего перерыва, телекомпания CPL Productions заявила о возвращении шоу «Все звёзды «Мистер и Миссис» в новом сезоне, премьера которого состоялась на канале ITV осенью 2012 года. В этот раз шоу несомненно вёл сам Шофилд. Стивен Малхерн взял на себя роль ведущего благотворительной инициативы Text Santa, поскольку Шофилд со своей женой Стеф играли в телеигру.
| Эпизод                             | Пара 1                               | Пара 2                        | Пара 3                         | Оригинальная дата эфира |
| ---------------------------------- | ------------------------------------ | ----------------------------- | ------------------------------ | ----------------------- |
| 1                                  | Никки Бирн и жена Джорджина          | Пэтси Палмер и муж Ричард     | Джон Прескотт и жена Полина    | 5 сентября 2012         |
| 2                                  | Энтони Коттон и партнёр Питер        | Майкл Оуэн и жена Луиза       | Рэйчел Стивенс и муж Алекс     | 12 сентября 2012        |
| 3                                  | Уорик Дэвис и жена Сэмми             | Джейн Сеймур и муж Джеймс Кич | Брендан Коул и жена Зоуи       | 19 сентября 2012        |
| 4                                  | Джо Джойнер и муж Нил                | Шон Райдер и жена Джоанна     | Джамим Дувитски и муж Пол      | 26 сентября 2012        |
| 5                                  | Клэр Ричардс и муж Рис               | Дес О'Коннор и жена Джоди     | Руфус Хаунд и жена Бет         | 3 октября 2012          |
| 6                                  | Мартин Кемп и жена Ширли Холлиман    | Дженнифер Эллисон и муж Роб   | Пол Дэниелс и жена Дэбби Макги | 10 октября 2012         |
| 7                                  | Пэдди Макгиннесс и жена Кристина     | Надя Савалха и муж Марк       | Нил Даджен и жена Мэри         | 17 октября 2012         |
| 8                                  | Лес Деннис и жена Клэйр              | Пола Лэйн и жених Том         | Джон Барнс и жена Андрэа       | 24 октября 2012         |
| 9                                  | Мэтью Уолфенден и невеста Чарли Уэбб | Кейт Силвертон и муж Майк     | Стэйси Соломон и жених Аарон   | 31 октября 2012         |
| 10                                 | Лайза Максвелл и жених Пол           | Гарри Джудд и невеста Иззи    | Сиан Ривс и партнёр Джереми    | 7 ноября 2012           |
| 11 (специальный выпуск Text Santa) | Филип Шофилд и жена Стеф             | Филип Шофилд и жена Стеф      | Филип Шофилд и жена Стеф       | 21 декабря 2012         |

### Сезон 5 (2013)[10]
| Эпизод                     | Пара 1                                 | Пара 2                              | Пара 3                                  | Оригинальная дата эфира |
| -------------------------- | -------------------------------------- | ----------------------------------- | --------------------------------------- | ----------------------- |
| 1                          | Джули Хесмондалг и муж Ян Кершоу       | Дэйв Дайерс и жена Лилианна         | Том Флетчер и жена Джованна             | 1 мая 2013              |
| 2                          | Тойя Уилкокс и муж Роберт Фрипп        | Гэбби Логан и муж Кенни Логан       | Джейк Вуд и жена Элисон                 | 8 мая 2013              |
| 3                          | Дженни Макэлпин и партнёр Крис         | Сэлли Ганнелл и муж Джон            | Джоуи Эссекс и невеста Сэм Файерс       | 22 мая 2013             |
| 4                          | Уилл Меллор и жена Мишель              | Майкл Брандон и жена Глинис Барбер  | Ричард Эбидин Брин и подруга Вики       | 5 июня 2013             |
| 5                          | Рики Томлинсон и жена Рита             | Пола Рэдклифф и муж Гэри Лоуг       | Ола Джордан и муж Джеймс Джордан        | 12 июня 2013            |
| 6                          | Анджела Гриффин и муж Джейсон Миллиган | Ким Вудбёрн и муж Питер             | Эд Бирн и жена Клэйр                    | 19 июня 2013            |
| 7                          | Сэлли Дайневор и муж Тим               | Эдди Эдвардс и жена Саманта         | Джонатан Бенджамин Джилл и подруга Хлоя | 26 июня 2013            |
| 8                          | Сэлли Линдсей и партнёр Стив Уайт      | Рут Мэдок и муж Джон                | Гари Родес и жена Дженни                | 7 июля 2013             |
| 9                          | Уна Хили и муж Бен Фоден               | Иветта Филдинг и муж Карл Битти     | Эдди Лардж и жена Пэтси                 | 14 июля 2013            |
| 10                         | Шери Мёрфи и муж Харри Кьюэлл          | Диармуид Гэвин и жена Джастин       | Джонни Болл и жена Ди                   | 21 июля 2013            |
| 11                         | Нина Вэйдья и муж Райомонд             | Люк Кэмпбелл и невеста Линдси       | Труди Гудвин и муж Кит                  | 28 июля 2013            |
| 12                         | Рэй Кинн и жена Эмма                   | Джон Стэплтон и жена Линн Фолдс Вуд | Кэрри Грант и муж Дэвид Грант           | 4 августа 2013          |
| 13                         | Джейн Дэнсон и муж Роберт Бек          | Колин Бейкер и жена Мэрион          | Микаэла Страхан и партнёр Ник           | 11 августа 2013         |
| 14 (Рождественский выпуск) | Джейн Макдоналд и жених Эд             | Натали Андерсон и муж Джеймс        | Джимми Тарбук и жена Полина             | N/A2                    |

↑  Рождественский выпуск 2013 года был снят с эфира в связи с тем, что Джимми Тарбук несколько дней назад был арестован по претензии за якобы детское насилие сразу после съёмки данного эпизода. В результате ITV принял решение не показывать в эфире эпизод до поступления дальнейшего анонса выпуска.

### Сезон 6 (2014)
Съёмки шестого сезона состоялись в марте 2014 года, а премьера 11 июня 2014 года.
| Эпизод | Пара 1                              | Пара 2                           | Пара 3                              | Оригинальная дата эфира |
| ------ | ----------------------------------- | -------------------------------- | ----------------------------------- | ----------------------- |
| 1      | Дэвид Хассельхофф и партнёр Хэйли   | Аманда Лэмб и муж Шон            | Брайан Макфадден и жена Вог Уильямс | 11 июня 2014            |
| 2      | Джонни Вегас и жена Майя Данфи      | Кимберли Уолш и партнёр Джастин  | Крис Биссон и партнёр Роу           | 18 июня 2014            |
| 3      | Найджел Хейверс и жена Джорджиана   | Киан Иган и жена Джоди Альберт   | Пол Инс и жена Клэйр                | 25 июня 2014            |
| 4      | Чарли Кондоу и партнёр Камерон      | Нерис Хьюс и муж Патрик          | Скотт Робинсон и жена Керри         | 2 июля 2014             |
| 5      | Лиам Фокс и жена Николь Барбер-Лэйн | Ванесса Фелтц и жених Бен Офоэду | Дэнни Джонс и невеста Джорджия      | 16 июля 2014            |
| 6      | Кей Адамс и партнёр Иан             | Сью Холдернесс и муж Марк        | Винсент Симон и невеста Сьюзан      | 23 июля 2014            |
| 7      | Терри Алдертон и жена Ди            | Грегор Фишер и жена Вики         | Келли Брайан и муж Джей             | 30 июля 2014            |
| 8      | Мэтью Райт и жена Амелия            | Дэбби Раш и муж Эндрю            | Тони Джаклин и жена Астрид          | 6 августа 2014          |